# Прапор Василькова
Прапор Василькова, як і герб міста, є офіційним атрибутом (символом) міського самоврядування міста Василькова, колишнього (до 2020) районного центру в Київській області України.

## Опис прапора
Прапор міста являє собою прямокутне полотнище зі співвідношенням сторін 2:3 (розмір полотнища, згідно з еталоном). Прапор Василькова жовтого кольору вособлює тепло, радощі, повагу та сонячне світло.
У нижній частині прапора міститься традиційний український вишитий орнамент, що символізує належність міста до Української держави. У центрі прапора міститься зображення герба міста.

## Використання прапору
Прапор міста може бути піднятий під час церемоній та інших урочистих заходів, які проводять представницькі та виконавчі органи влади, міські громадські об'єднання, підприємства, установи та організації незалежно від форм власності.
Прапор та герб міста використовуються як елемент святкового оформлення міста під час урочистих церемоній та свят (День міста, фестивалі, виставки тощо).
Виняткові права на використання прапора міста належать Васильківській міській раді.
Не дозволяється без спеціальної згоди міської ради використання прапора міста.